# 送り吊り出し
送り吊り出し（おくりつりだし）とは、相撲の決まり手の一つである。相手の後ろにまわり、相手の褌を取って引き付け、相手を吊り上げて土俵の外に出す技。2000年12月に決まり手として制定された、新しい技である。
つり出しと同じで相手の体重が足にかかるため、足腰が強くないといけない。なので、体重が軽い力士は、この技をかけられやすい。
決まり手制定以降、幕内では3度記録されており、2004年9月場所11日目で琴欧州が普天王に、2005年11月場所10日目で朝青龍が安馬（のち日馬富士）に、2021年9月場所5日目で宇良が大栄翔に、それぞれ決めている。なお、十両でも1度記録されており、2007年11月場所6日目で将司が琴春日に決めている。
古くは当決まり手に相当する技は抱え出し（かかえだし）、抱き出し（だきだし）と呼ばれていた。公式決まり手制定以前、「抱き出し」が記録された取組は次の通り。
- 昭和3年10月場所9日目　○清瀬川－大ノ里×
- 昭和18年1月場所3日目　○肥州山－斜里錦×